# Minshull Vernon
Minshull Vernon est une localité anglaise située dans le comté de Cheshire.